# Амблар
Амблар (італ. Amblar) — колишній муніципалітет в Італії, у регіоні Трентіно-Альто-Адідже,  провінція Тренто. З 1 січня 2016 року Амблар є частиною новоствореного муніципалітету Амблар-Дон.
Амблар розташований на відстані близько 520 км на північ від Рима, 38 км на північ від Тренто.
Населення — 248 осіб (2014).
Щорічний фестиваль відбувається 26 червня. Покровитель — San Vigilio.

## Демографія
Населення за роками:

Станом на 31 грудня 2014 року в муніципалітеті офіційно проживало 17 іноземців з 3 країн, серед них 9 громадян країн Євросоюзу.

## Сусідні муніципалітети
- Кальдаро-сулла-Страда-дель-Віно
- Каварено
- Дон
- Ромено
- Сфруц
- Термено-сулла-Страда-дель-Віно